# Anisopodus sparsus
Anisopodus sparsus är en skalbaggsart som beskrevs av Bates 1863. Anisopodus sparsus ingår i släktet Anisopodus och familjen långhorningar. Inga underarter finns listade i Catalogue of Life.